# Rio das Flores
Rio das Flores – miasto i gmina w Brazylii, w stanie Rio de Janeiro. Znajduje się w mezoregionie Sul Fluminense i mikroregionie Barra do Piraí.